# 忐忑 (歌曲)
《忐忑》是一首收录于龚琳娜2006年专辑《静夜思》里的无歌词哼唱歌曲。整首歌曲无歌词，只有“嗯、哦、唉、哟……”。2010年10月，该首歌曲在2010年北京新春音乐会的视频被网友传到网上，视频中无歌词的咿呀演唱，和龚琳娜演唱时夸张的表情，使得它在网络上迅速传播，并被网友封为“神曲”。

## 歌曲介绍
演唱者龚琳娜是贵州贵阳人，从小就学习声乐。1999年，龚琳娜曾经被授予“民歌状元”稱號。2000年，获得全国青年歌手电视大奖赛民族唱法银奖和“全国观众最喜爱的歌手奖”。
后来龚琳娜嫁给一位德国作曲家老锣，这首《忐忑》便是由老锣創作。但这首曲从成型到在中国大陸网络上出名，中间间隔了四五年时间。
这首歌的首次演出是在2009年，龚琳娜在她的声乐老师中国音乐学院著名声乐教授邹文琴的音乐会上演唱了两首歌，一首是《血色浪漫》的主题曲、另一首就是《忐忑》。
据龚琳娜介绍，由于全首歌无歌词，所以每次演唱都不一样，都是即兴发挥，《忐忑》这个歌名也是依她本人演唱这首歌“忽上忽下”的感受。歌曲的伴奏有笙、笛、提琴、扬琴等中国传统乐器伴奏，运用中国戏曲的锣鼓经作为唱词，融合京剧中的老旦、老生、黑头、花旦等多种音色，在极其快速的节奏中变化无穷。
此曲获得2009年度欧洲举办的「聆听世界音乐」演唱大奖。

## 网络传播
2010年10月，该首歌曲在2010年北京新春音乐会的视频被网友传到网上。视频中无歌词的咿呀演唱和龚琳娜演唱时夸张搞笑的表情受到了网友的追捧，很多网友试图模仿，但不易成功，被称为“听一万遍也学不会”。《忐忑》本来没有歌词，有网友根据谐音制作了带字幕的音译版视频。
在新春音乐会的视频中，龚琳娜和演奏笙的演员、演奏笛子的演员的夸张搞笑的动作、表情被网友形容为“很给力”，香港演员杜汶泽曾在節目上以較滑稽的模仿本曲新春演唱会龚琳娜的动作。
10月17日，歌手王菲在新浪微博表示这首歌激起了她的“翻唱欲”。10月18日，又说“眼珠子都转丢了也没找着内忐忑劲儿~ 擦肩而过吧~”。
2011年北京电视台网络春节晚会上，龚琳娜与100名歌友齐声合唱了《忐忑》，证明这首歌已经获得了网友之外的认可。。
甚至有网友制作出初音未来版的《忐忑》。

## 篮协封杀
2011年1月26日，中国篮协发出通知，明确要求各赛区主队DJ停止使用《忐忑》作为背景音乐，并称以后再发现此类违规行为，将要严格处罚。中国篮协在通知中，将《忐忑》定义为“刺耳音乐”。自《忐忑》走红网络以来，很多CBA球队在球场播放《忐忑》，就是用其怪异的节奏影响客队投篮 。
对此，龚琳娜表示，《忐忑》是首“吸引力很强的好歌” 。
对于中国篮协的这个说法，我的理解是这样：每一首流行的歌曲有一个熟悉度，如果这些球员们是第一次听这首歌，那可能会被音乐的节奏所吸引，进而可能会导致注意力不能完全集中在赛场上，这正说明了《忐忑》是一首吸引力很强的好歌。
 — 龚琳娜， 南方日报